# Subaru Exiga
O Subaru Exiga é um MPV compacto que estreou como um carro conceito no Tokyo Motor Show 2007. E entrou em produção em 2008. O Exiga tem sete lugares e tracção integral, tem um motor boxer do Subaru WRX, associado a uma caixa de cinco velocidades.
Alguma versões desse modelo foram equipadas com transmissão continuamente variável (Câmbio CVT).